# Microcharops tibialis
Microcharops tibialis là một loài tò vò trong họ Ichneumonidae.